# Sabia de sticlă
Sabia de sticlă este cel de-al doilea volum din seria Regina Roșie, scrisă de autoarea americană, Victoria Aveyard. A fost publicat la 9 februarie 2016, fiind urmat de Colivia regelui. Coperta acestei cărți are o nuanță de alb întunecat, cu tenta spre albastru, simbolizându-se naivitatea și inocența personajului principal, care pe parcursul volumelor va fi reprezentată prin culori ale coperții de diferite nuanțe de albastru.

## Rezumat
Mare Borrow, personajul principal, fuge împreună cu Garda Stacojie și Cal, prințul de drept moștenitor al regatului Nortei, de Maven, fratele acestuia din urmă, care, cu ajutorul minciunilor spuse a reușit să-și păcălească fratele mai mare și pe Mare pentru a deveni el însuși rege. Mare însă, definită a fi cea cu talentul de a controla fulgerele, de care s-a folosit pentru a scăpa de o moartea aparent inevitabilă pe care i-a pregătit-o Maven la sfârșitul primului volum, a jurat că va face tot posibilul pentru a-l detrona pe acesta, prin recrutarea unor oameni cu sângenou, ca ea, care reprezintă o șansă pentru victoria din tentativa sa de răzbunare față de prințul de care s-a îndrăgostit și care a trădat-o. 

Pe parcursul acestui volum, Cal și Mare se vor apropia unul de altul, amândoi având în comun ura lor pentru Maven. Aceasta va ajunge să-i cunoască slăbiciunile, fiind învăluită de „căldura” pe care Cal o emană, acesta stăpânind o abilitate de a controla focul. 
Mare, împreună cu fratele său, Shade, care dispune de sângenou, la fel ca ea, Diana Farley, fostul căpitan al Gărzii Stacojii, Kilorn, prietenul său din copilărie, și Cal, cel care este considerat a fi o amenințare pentru cei cu sângele roșu tocmai din cauza reputației sale de soldat care a servit idealurile argintiilor, evadează de pe insula Tuck, o bază militară a Gărzii Stacojii sub conducerea tatălui Dianei. Aceștia fură un avion denumit „Fluxul Negru”, astfel fugind de căpitan, care avea de gând să-l predea pe Cal fratelui său mai mic, în schimb a mii de vieți nevinovate ale roșiilor. 
Cu ajutorul Fluxului Negru ei vor ateriza în satul primei persoane care va fi recrutată, Nix, care și-a exprimat revoltat ura sa pentru Cal, prințul acuzat că i-a ucis cele două fiice printr-o strategie eșuată de luptă.

După ce Nix li se alătură lor, Mare va urma o listă dată de fostul său profesor, Julian, pentru a găsi următorii oameni cu sângenou. Cu ajutorul acestei liste, ei vor reuși să înființeze o tabără numită „Șanțul”, în care recruții vor fi antrenați pentru a învăța să-și stăpânească puterile, și astfel să formeze o armată care o va putea combate pe cea a lui Maven. 

Mare însă începe să simtă lipsa băiatului pe care Maven l-a interpretat când susținea că este „doar umbra focului”, acesta comparându-se cu fratele său, care avea parte de toată faima. Din cazurile în care Mare eșuează în încercările de a-i recruta pe cei pe care și Maven îi vrea pentru armata sa, ea găsește niște bilețele lăsate de acesta din urmă, care-i propune să renunțe la revoltă și să se întoarcă la el. Ea le păstrează, nefiindu-i cu putință să scape de ele, recitindu-le de câte ori are ocazia, și ascuzându-le de Cal, cel căruia îi trezește speranțe în momentele în care ea se refugiază în brațele sale. 
Într-o ambuscadă pregătită de Maven, cu scopul de a-l captura pe fratele său și Mare, Maven o rănește pe aceasta din urmă prin imrpimarea unui „M” pe clavicula sa. Când aceasta va avea ocazia să-și trateze cicatricea de pe piele, ea va refuza.

Cartea se va sfârși când, în urma unui atac pregătit în încercarea de a-i elibera pe oamenii cu sângenou capturați de Maven, Mare îi va omorî mama acestuia, pe regina Elara, aceasta fiind capabilă să manipuleze pe oricine, astfel încât ea era sursa tuturor problemelor create. Maven va prăbuși Fluxul Negru, și se va târgui cu Mare, care îi propune să-i lase liberi pe Cal și pe cei dragi ei pentru propria ei libertate. Acceptând oferta, Maven o va captura și o va înjosi cumplit în fața multor oameni, căutând răzbunare pentru moartea mamei sale. 

## Personaje
Mare Borrow: personajul principal, în vârstă de 17 ani. O roșie cu putere specifică argintiilor, cei care se folosesc de acest avantaj pentru a-i înrobi pe cei cu sânge roșu.

Tiberias Calore VII „Cal”: prințul moștenitor al Nortei. Un soldat argintiu cu talentul de a controla focul, care se îndrăgostește de Mare și care are de gând să se răzbune pe Maven pentru trădarea suferită.

Maven Calore: cel de-al doilea fiu al lui Tiberias Calore VI, și singurul dintre rege și actuala reignă, Elara. Acesta îi păcălește pe Mare și Cal, crezând că Mare îi preferă fratele, astfel devenind gelos și trădându-i pe aceștia. De-a lungul celui de-al doilea volum, Maven îi „vânează”.

Elara Merandus: regina argintie și mama lui Maven, care are de gând s-a folosit de Mare pentru a-și face fiul rege. Aceasta poate manipula oamenii, fiind în stare de lucruri îngrozitoare.

Shade Borrow: fratele lui Mare, cel cu sângenou, care se poate teleporta oriune, oricând. Acesta îi este foarte loial surioarei sale, pentru care se sacrifică de două ori pentru ea, a doua oară murind. 

Diana Farley: fostul căpitan al Gărzii Stacojii, cea care este dedicată sută la sută cauzei sale. Aceasta este foarte curajoasă.

Kilorn Warren: cel mai bun și vechi prieten al lui Mare. Din ambiție, el se alătură Gărzii și adeseori, din cauza tuturor talentelor celorlalți din prejur, se simte inutil.

Willis Farley: tatăl Dianei, căpitanul actual al Gărzii Stacojii care vrea să-l predea pe Cal fratelui său, în schimbul unor prizoenieri ținuți de Maven, pe care acesta promite că-i va elibera dacă îi este adus fratele său.

Cameron Cole: o fată sângenou care a fost recrutată de Mare în ciuda voinței sale. Aceasta poate să oprească puterile argintiilor și a celor cu sângeou.

Julian Jacos: unchiul lui Cal și fostul profesor al lui Mare. El deținea o listă despre toți oamenii cu sângenou pe care i-a înmânat-o lui Mare înainte de a fi închis de Maaven.

Coriane Jacos: mama lui Cal, cea care a fost omorâtă de Elara prin manipularea minții sale. Aceasta este amintită a fi cea mai de preț pentru Cal, astfel fiindu-i și cea mai mare slăbiciune. 

Sara Skonos: cea mai bună prietenă a lui Coriane, tămăduitoarea care i-a vindecat pe Cal și Mare când aceștia au fost răniți în tentativa de a-i elibera pe prizonierii din închisoarea în care Maven i-a aruncat.

Adda Wallace: o altă fată sângenou care a fost recrutată. Aceasta poate reține foarte multe lucruri, și este de multe ori de mare ajutor lui Mare.

Bree Borrow: cel mai mare frate dintre copiii Borrow.

Gisa Borrow: sora lui Mare.

Tramy Borrow: fratele lui Mare, cel care îl ia adesea exepmplu pe fratele său mai mare, Bree.